# Delta (rachetă)

Familia de rachete Delta

Delta este o familie de rachete spațiale care a apărut în 1960, fiind unul din cele mai de succes tipuri de acest gen.